# Borleasa, Bistrița-Năsăud
Borleasa este un sat în comuna Târlișua din județul Bistrița-Năsăud, Transilvania, România. La recensământul din 2002 avea o populație de 424 locuitori. Până în 1938 satul a fost deservit de o biserică de lemn, înclocuită ulterior cu un lăcaș de cult din zid.